# La Luz (Tabasco)
La Luz es una localidad del municipio de Huimanguillo ubicado en la subregión de la Chontalpa del estado mexicano de Tabasco.

## Geografía
La localidad de La Luz se sitúa en las coordenadas geográficas 17°48′34″N 93°24′43″O / 17.809444, -93.411944, a una elevación de 24 metros sobre el nivel del mar.

## Demografía
Según el Conteo de Población y Vivienda 2020, efectuado por el Instituto Nacional de Estadística y Geografía, la localidad de La Luz tiene 645 habitantes, de los cuales 303 son del sexo masculino y 342 del sexo femenino. Su tasa de fecundidad es de 2.23 hijos por mujer y tiene 181 viviendas particulares habitadas.
| Gráfica de evolución demográfica de La Luz entre 1990 y 2020 |
|                                                              |
| INEGI.                                                       |